# Górowo (powiat nidzicki)
Górowo (niem. Gorrau, w latach 1938–1945 Gorau) – wieś w Polsce położona w województwie warmińsko-mazurskim, w powiecie nidzickim, w gminie Kozłowo.
W latach 1975–1998 miejscowość należała administracyjnie do województwa olsztyńskiego.